# Adriana Bianco
Adriana Bianco (Buenos Aires, 1941) cuyo nombre artístico fue Adrianita, es una periodista y actriz de cine, radio y teatro que desde niña hizo carrera como actriz.

## Carrera profesional
El 1950 fue seleccionada para trabajar en la obra Un angelito diabólico en el Teatro Astral, y en 1952 debutó en cine con La melodía perdida, por la que fue galardonada por "destacada labor infantil" con una mención especial de la Academia de Artes y Ciencias Cinematográficas de la Argentina.
En 1953 se destacó en el policial La niña del gato, actuación por la cual recibió un premio y en 1955 retornó al teatro para interpretar el demoníaco personaje de La mala semilla. Ya adolescente finalizó su carrera en el cine con El primer beso y Mientras haya un circo, ambas de 1958, si bien en el año 1966, retornó brevemente a la cinematografía, para un doblaje en El ojo que espía.
En 1967 participó en la representación de la obra Así es la vida de Arnaldo Malfatti y Nicolás de las Llanderas, dirigida por Pedro Escudero en el teatro Astral, con un elenco en el que además figuraban Vicente Ariño, Ricardo Bauleo, Rey Charol, María Esther Gamas, Beto Gianola, Juan Carlos Lima, Mecha Ortiz, Angélica López Gamio, Eddie Pequenino, Delma Ricci, Jorge de la Riestra, Luis Sandrini, Perla Santalla, y Héctor Sturman, con escenografía de Raúl Soldi.
En 1968 trabajó junto a Catalina Speroni, Cristina Murta, Antonio Martiánez, Leonor Benedetto, Héctor Biuchet, Ivonne Fournery y José María Vilches, en la obra de Juan Ruiz de Alarcón titulada La verdad sospechosa, dirigida por Manuel Benítez Sánchez Cortés, con escenografía de Saulo Benavente, en el Museo de Arte Español Enrique Larreta.
Trabajó en Radio El Mundo entre 1954 y 1955, junto a Osvaldo Canónico y Elcira Olivera Garcés, en el programa ¡Qué mundo de juguete!, con libretos de Abel Santa Cruz.
Retirada de la actuación, se radicó en Estados Unidos, donde trabaja como periodista.

## Filmografía
Actriz
- El ojo que espía (1966) …Doblaje de Janet Margolin
- El primer beso (1958)
- Mientras haya un circo (1958)
- Mi marido hoy duerme en casa (1955)
- Ritmo, amor y picardía (1955)
- La niña del gato (1953) …Nonó
- La melodía perdida (1952)